# Święta państwowe w Indonezji
Święta państwowe w Indonezji, inne niż Dzień Niepodległości, które odzwierciedlają różnorodność religijną i kulturową tego kraju oraz poszanowanie ich zwyczajów, niezależnie od liczby ludności:
- 1 stycznia – Nowy Rok według chronologii chrześcijańskiej (indonez. Tahun Baru Masehi);
- termin ustalany jest zgodnie z kalendarzem chińskim – Chiński Nowy Rok (indonez. Hari Imlek);
- termin ustalany jest zgodnie z kalendarzem islamskim – urodziny Proroka Mahometa (indonez. Maulid Nabi Muhammad);
- termin ustalany jest zgodnie z kalendarzem balijskim – Nowy Rok zgodnie z chronologią przyjętą w balijskiej odmianie hinduizmu (indonez. Tahun Baru Saka);
- termin ustalany jest zgodnie z kalendarzem gregoriańskim – Wielki Piątek (indonez. Wafat Isa Al-Masih);
- termin ustalany jest zgodnie z kalendarzem buddyjskim – urodziny Buddy (indonez. Waisak);
- termin ustalany jest zgodnie z kalendarzem gregoriańskim – Wniebowstąpienie Pańskie (indonez. Kenaikan Isa Al-Masih);
- termin ustalany jest zgodnie z kalendarzem islamskim – Miradż (indonez. Lailat Al Miraj);
- 17 sierpnia – Dzień Niepodległości (indonez. Hari Proklamasi Kemerdekaan);
- termin ustalany jest zgodnie z kalendarzem islamskim – Id al-Fitr (indonez. Idul Fitri);
- termin ustalany jest zgodnie z kalendarzem islamskim – Id al-Adha (indonez. Idul Adha);
- termin ustalany jest zgodnie z kalendarzem islamskim – Muzułmański Nowy Rok (indonez. Tahun Baru Hijriyah);
- 25 grudnia – Boże Narodzenie (indonez. Natal)[2]